# Comuna de Komańcza
Komańcza (polaco: Gmina Komańcza) é uma gminy (comuna) na Polónia, na voivodia de Subcarpácia e no condado de Sanocki. A sede do condado é a cidade de Komańcza.
De acordo com os censos de 2004, a comuna tem 5139 habitantes, com uma densidade 11,3 hab/km².

## Área
Estende-se por uma área de 455,18 km², incluindo:
- área agricola: 23%
- área florestal: 69%

## Demografia
Dados de 30 de Junho 2004:
|                      | Total   | Total | Mulheres | Mulheres | Homens  | Homens |
| -------------------- | ------- | ----- | -------- | -------- | ------- | ------ |
|                      | pessoas | %     | pessoas  | %        | pessoas | %      |
| População            | 5139    | 100   | 2514     | 48,9     | 2625    | 51,1   |
| Densidade (pop./km²) | 11,3    | 100   | 5,5      | 5,5      | 5,8     | 5,8    |

De acordo com dados de 2002, o rendimento médio per capita ascendia a 1480,44 zł.

## Subdivisões
- Dołżyca - Jan Łukaczów
- Czystogarb - Danuta Rymarczyk
- Komańcza - Włodzimierz Kopylec
- Łupków - Janusz Kukla
- Mików - Janusz Kaczkowski
- Moszczaniec - Mirosław Milasz
- Radoszyce - Stefan Jarosz
- Rzepedź - Kazimiera Gisa
  - Rada Osiedlowa - Józef Harowicz
- Smolnik - Nina Gułuszka
- Szczawne - Adam Dembicki
- Turzańsk - Andrzej Perun
- Wisłok Wielki - Wiesław Milasz
- Wola Michowa - Marian Gawłowski
- Wysoczany - Stefan Bodnik

## Comunas vizinhas
- Baligród, Bukowsko, Cisna, Dukla, Rymanów, Comuna de Zagórz.